# Emmanuelle Bougerol
 (août 2022).
Si vous disposez d'ouvrages ou d'articles de référence ou si vous connaissez des sites web de qualité traitant du thème abordé ici, merci de compléter l'article en donnant les références utiles à sa vérifiabilité et en les liant à la section « Notes et références ».
Emmanuelle Bougerol est une actrice française née à Paris le 10 mai 1973.
Elle a reçu le Molière de la révélation théâtrale 2005 pour son interprétation du rôle d'Isabelle dans la pièce "Les Muses orphelines" de Michel Marc Bouchard.
Nommée aux Molières 2020 dans la catégorie Second rôle féminin pour "Suite française", mise en scène de Virginie Lemoine. Et nommée dans la même catégorie en 2022 pour "Le voyage de Gulliver", mise en scène de Christian Hecq et Valérie Lesort.

## Théâtre
- 1994 : Les Événements de Joël Pommerat
- 1994 : Chacun notre histoire de Stéphanie Chevara
- 1995 : Des jours entiers - Des nuits entières de Xavier Durringer, mise en scène Stéphanie Chevara
- 1998 : Liliom de Ferenc Molnár, mise en scène Stéphanie Chevara
- 1999 : L'Été de Romain Weingarten, mise en scène Stéphanie Chevara
- 2001-2004 : Mes débuts à la télé de Christophe Donner, mise en scène Stéphanie Chevara
- 2002 : Quoi dire de plus du coq ? de Xavier Durringer, mise en scène Xavier Durringer,
- 2003 : Faites vous-même votre malheur de Paul Watzlawick, mise en scène Natacha Cyrulnik
- 2003 : Celle qui courait après la peur de Marc Dugowson, mise en scène Paul Golub
- 2004 : Raptus, mise en scène Julien Téphany
- 2004 : Intégrale Xavier Durringer de Xavier Durringer, mise en scène Véronique Bellegarde
- 2005-2006 : Les Muses orphelines de Michel Marc Bouchard, mise en scène Didier Brengarth
- 2008 : Aziouliquid d'Olivier Bruhnes
- 2009-2012 : La Vie parisienne d'Offenbach, mise en scène Alain Sachs
- 2010 : L'Île des esclaves, mise en scène Stéphanie Chevara
- 2014 : Tout Offenbach ou presque d'Alain Sachs
- 2015 : L'Entreprise, mise en scène Pierre Palmade
- 2016 : Le père Noël est une ordure, mise en scène Pierre Palmad
- 2017 : Cousins comme cochons de Nicolas Lumbreras, mise en scène Pierre Palmade
- 2018 : Une sombre histoire de girafe de Magali Miniac, mise en scène Nicolas Martinez théâtre des béliers
- 2018 : Suite Française, mise en scène Virginie Lemoine
- 2019 : Jean-Louis XIV de et mise en scène Nicolas Lumbreras
- 2022 : Le Voyage de Gulliver d’après Jonathan Swift, mise en scène Christian Hecq et Valérie Lesort
- 2023 : Les reculés de Romain Duquesne, mise en scène Sébastien Chassagne
- 2023: Les mémoires de Paul Palandin de Grégory Corre, mise en scène Christophe Canard et Constance Carrelet
- 2024: Un chapeau de paille d'Italie, mise en scène Alain Françon
- 2025: Orgueil et préjugés...ou presque, mise en scène Johanna Boyé

## Filmographie

### Télévision
- 1996 : Les Contes de la rue Broca d'Alain Jaspard (dessin animé) : voix
- 1998 : Tom-Tom et Nana d'Alain Jaspard (dessin animé) : voix d'Yvonne Dubouchon
- 2007 : Chez Maupassant (série TV, épisode 8, Toine) de Jacques Santamaria : Marinette
- 2008 : Sœur Thérèse.com (série TV, épisode 16, Juliette est de retour) de Bertrand Van Effenterre : la vendeuse du kiosque à journaux
- 2012 : Main courante de Jean-Marc Thérin (série TV, épisode 5, Esprit de Noël) : Vanessa Darjin
- 2014 : La Loi de Christian Faure (téléfilm) : Sylvie
- 2015 : Mon cher petit village de Gabriel Le Bomin (Téléfilm) : une agricultrice
- 2016 : Candice Renoir (série TV) d'Olivier Barma (épisodes 36, Pas de fumée sans feu et 38, Œil pour œil et le monde deviendra aveugle) : Cindy Moreno
- 2016 : On refait le boulevard, de Pierre Palmade (enregistré au théâtre de la Porte Saint-Martin pour France 2)
- 2017 : Guépardes, de Doria Achour et Sylvain Cattenoy (Bangumi prod, TMC)
- 2018 : Deux gouttes d'eau de Nicolas Cuche
- 2020 : Un homme abîmé, de Philippe Triboit
- 2020-2025 : Cassandre (série France 3) Major Kerouac
- 2022 : Lupin, saison 2 (série Netflix) réal Eric Valette
- 2022 : Désordres (série Canal +) réal Florence Foresti
- 2023: HPI, Colonel Karine Le Guen, ép 6, saison 4, réal Mona Achache
- 2024: Benoît Gênant, épisode 9, réal Eric Lavaine
- 2025: Scènes de ménage, réal Karim Adda

### Cinéma

#### Longs métrages
- 1996 : Bernie d'Albert Dupontel
- 1999 : Le Créateur d'Albert Dupontel
- 2000 : La Confusion des genres d'Ilan Duran Cohen
- 2009 : Je vais te manquer d'Amanda Sthers
- 2012 : Les Adieux à la reine de Benoît Jacquot
- 2013 : Attila Marcel de Sylvain Chomet
- 2014 : Tiens-toi droite de Katia Lewkowicz
- 2014 : Le Dernier Coup de marteau d'Alix Delaporte
- 2016 : Le ciel attendra de Marie-Castille Mention-Schaar
- 2016 : Five d'Igor Gotesman
- 2017 : Noureev de Ralph Fiennes
- 2020 : Parents d'élèves de Noémie Saglio
- 2025: La venue de l'avenir, de Cédric Klapisch

#### Courts métrages
- 1994 : Talents Cannes de Xavier Durringer
- 1996 : Mes trois mois avec Christine de Stéphane Keller
- 2017 : Trouble-fête d'Axel Würsten
- 2017 : Artem Silendi de Frank Ychou, prix du court-métrage au festival de l’Alpe d'Huez
- 2018 : Fait maison de Zulma Rouge, prix Jean-Pierre Mocky
- 2023: Samantha Chérie, d'Axel Würsten

## Distinctions

### Récompenses
- 2005 : Molière de la révélation théâtrale pour son interprétation du rôle d'Isabelle dans la pièce Les Muses orphelines de Michel Marc Bouchard
- Trophées de la Comédie Musicale 2025: Artiste féminine 2025

### Nominations
- Molières 2020 : Molière de la comédienne dans un second rôle pour Suite française
- Molières 2022 : Molière de la comédienne dans un second rôle pour Le Voyage de Gulliver